# Єфремово-Степановське сільське поселення
Єфремове-Степановське сільське поселення — муніципальне утворення у Тарасовському районі Ростовської області.
Адміністративний центр поселення — слобода Єфремове-Степановка.
Населення - 1811 осіб (2010 рік).

## Географія
Розташоване на північному сході району у долині річки Калитва й її лівої притоки Ольхової.

## Адміністративний устрій
До складу Єфремове-Степановського сільського поселення входять:
- слобода Єфремове-Степановка - 969 осіб (2010 рік);
- слобода Олександровка - 473 особи (2010 рік);
- хутір Нижньомакіївський - 311 осіб (2010 рік);
- хутір Павловка - 58 осіб (2010 рік).